# Cophogryllus carli
Cophogryllus carli är en insektsart som beskrevs av Lucien Chopard 1933. Cophogryllus carli ingår i släktet Cophogryllus och familjen syrsor. Inga underarter finns listade i Catalogue of Life.